# 海軍司令部壕
海軍司令部壕（かいぐんしれいぶごう）は、沖縄戦において大日本帝国海軍の司令部として使用された防空壕である。戦後は旧海軍司令部壕としてその一部が一般に公開され、周辺は県によって海軍壕公園として整備されている。沖縄県豊見城市と那覇市の市境に位置する。

## 設営
1944年（昭和19年）、太平洋戦争において日本軍の敗色が濃厚となり戦線が南西諸島付近まで後退したため最前線となった沖縄の軍備が強化されることになった。沖縄における重要な軍事拠点の一つであった小禄飛行場（後の那覇空港）を守るための防空壕を建設することになり、飛行場を南東から見下ろす標高74mの火番森あるいは七四高地と呼ばれる丘が選定された。
司令部壕は1944年8月10日に着工されたが、本格的な工事は10月10日の十・十空襲以降に始められ同年12月に完成した。海軍第226設営隊（山根部隊）の約3000名が設営にあたり、ほとんどの工事はつるはしなどを用いた手作業で行われた。小禄地区周辺にはこの他にも多数の防空壕が建設され多くの住民が動員されたが、海軍司令部壕は最高軍事機密であったため民間人は近付くことも許されず工事は軍隊の手のみによって行われている。

## 構造
枝分かれした全長約450mの坑道といくつかの部屋からなり、砲撃に耐えられるよう重要な部屋はコンクリートや漆喰で補強されている。坑道の壁には建設時につるはしで削っていった跡が残されている。
作戦室
7.5m2 の広さがあり作戦を立てるために使われた。
幕僚室
10m2 の広さがあり幕僚が手榴弾で自決した痕跡が残されている。
司令官室
壁面に大田司令官の愛唱歌「大君の御はたのもとに・・・」の墨書が残されている。
暗号室
17m2 の広さがあり、ここから約2,900通の電報が発信された。
医療室
7.5m2 の広さがあり負傷兵用の2段ベッドが置かれていた。
下士官室、兵員室
壕内に2ヶ所、それぞれ13m2 の広さがあり兵士が休息するために使われた。戦闘が激化した時期には壕内に4,000名もの兵が集まり坑道も事実上の兵員室となっていた。このような中で多くの兵士は立ったまま睡眠を取る有様であった。
発電室
壕内に3ヶ所、それぞれ5m2 の広さがあり発電機が置かれていた。

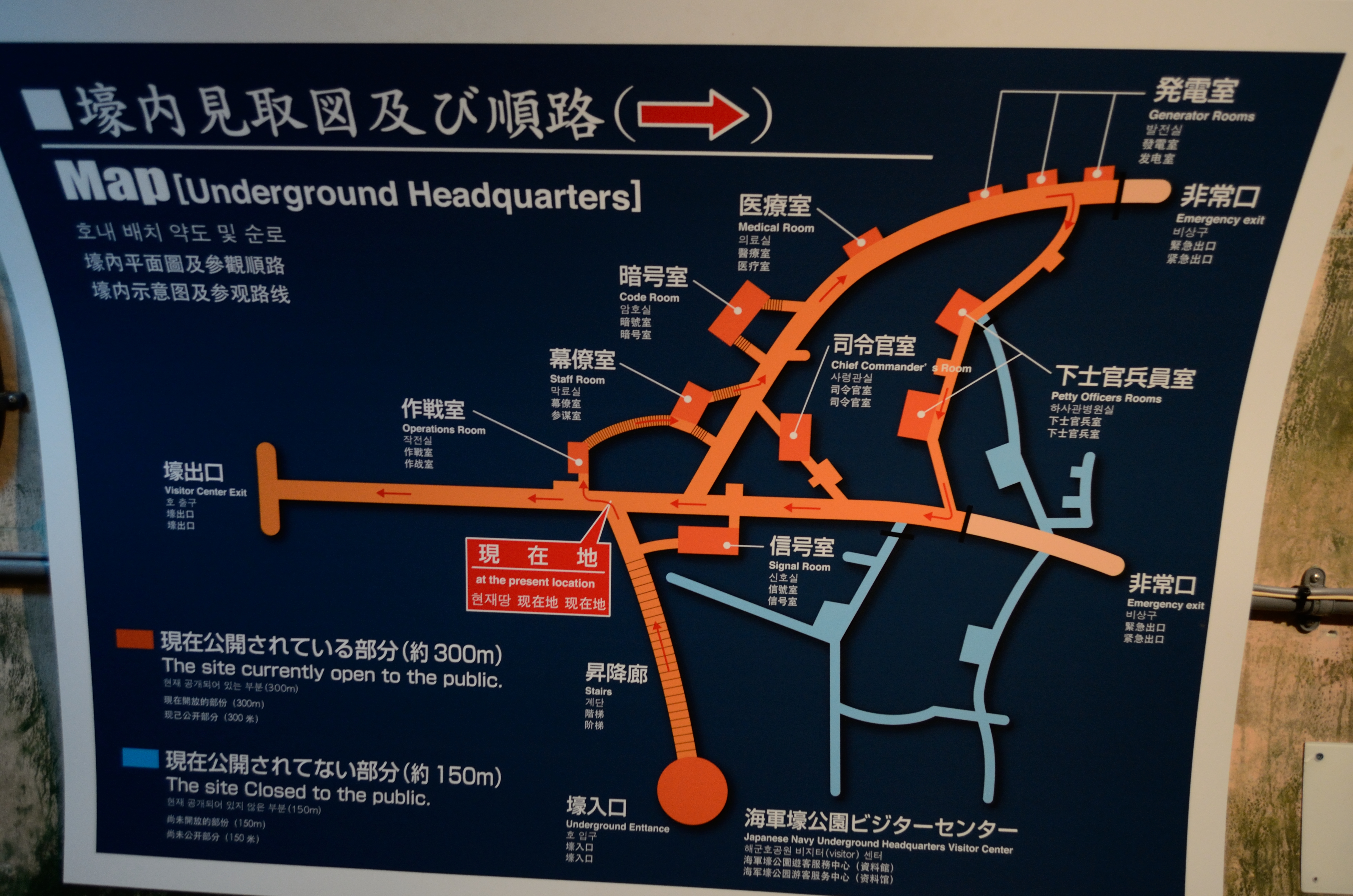
壕内見取図
作戦室前
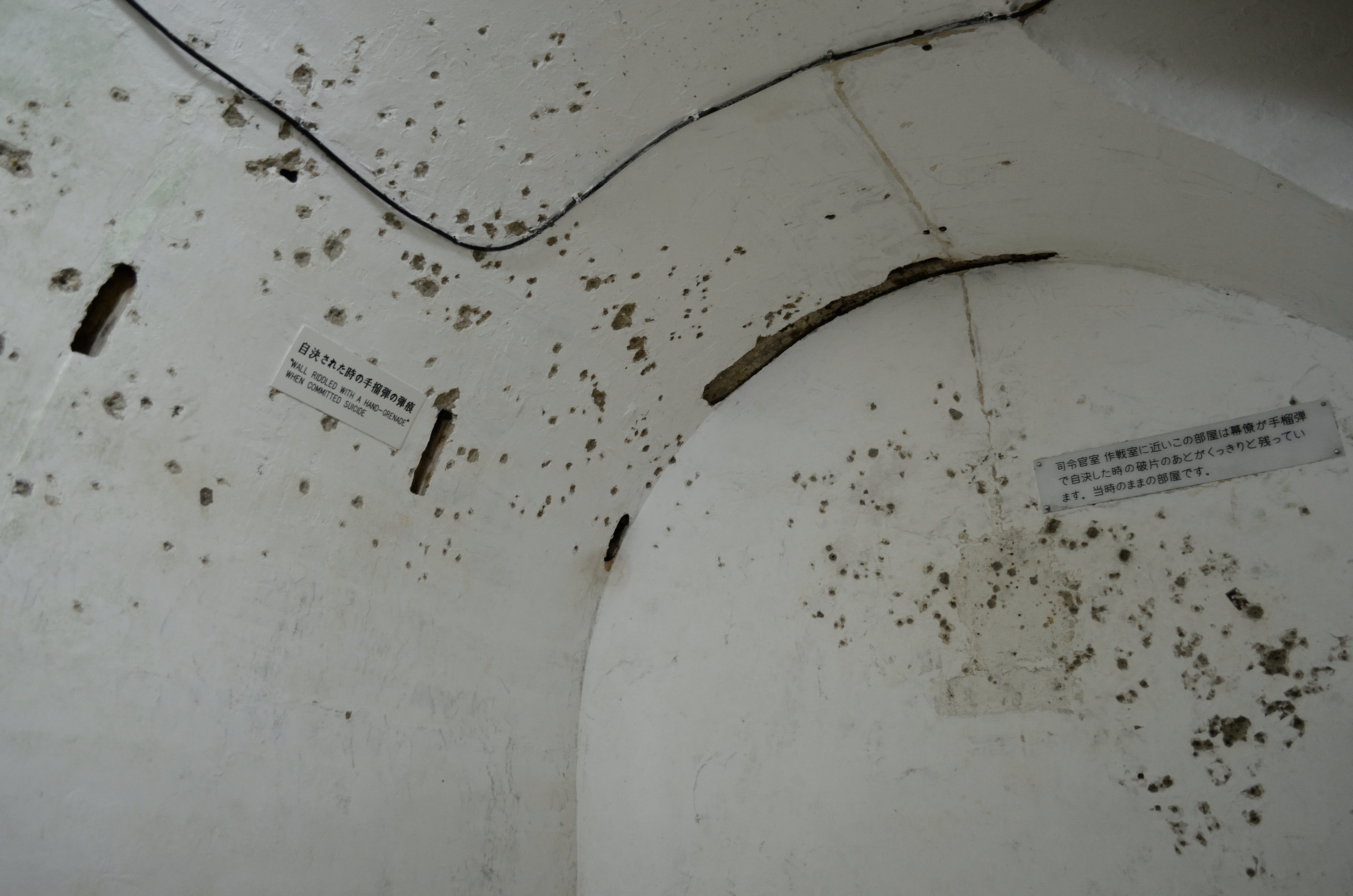
幕僚室内の手榴弾の痕跡
幕僚室（左）
発電室（右）
下士官室

## 戦闘
1945年（昭和20年）1月20日、佐世保鎮守府から大田実海軍中将が沖縄方面根拠地隊司令官として赴任し現地の指揮を執ることになった。
アメリカ軍による本格的な攻撃は3月23日頃から始まった。3月31日午前8時には那覇市の北西沖約10キロメートルに浮かぶ神山島に上陸し、4月に入ると島に設置された砲台や海上艦船からの攻撃も始まった。5月11日、大田司令官は壕内生活で注意すべき教訓を電報にて報告している。
5月半ばになるとアメリカ軍は那覇市街地に迫り、首里付近に集結していた陸軍は5月22日に沖縄本島南端部への撤退を決め、小禄司令部壕を守っていた海軍もこれに合流するため武器の一部を廃棄して5月26日から移動を開始したが、命令の行き違いがあり5月28日に小禄司令部壕へ引き返している。6月に入ってアメリカ軍の攻撃が激しくなったため陸軍との合流は断念せざるを得なくなり、海軍は司令部壕付近に孤立する状況となった。
6月4日午前5時、アメリカ軍は小禄飛行場の北部に上陸し司令部壕のある那覇市南西部を包囲した。大田司令官は6日夕方に辞世の句とともに訣別の電報を打って自らの覚悟を伝え、同日夜には「沖縄県民斯ク戦ヘリ」の電報を打って後事を託している。包囲が次第に狭められていく中で壕内に重火器はほとんど残っておらず、歩兵による突撃で応戦するのが精一杯の状況となった。
11日午前7時、司令部壕に集中攻撃が加えられた。同日夜には司令部壕からの最後の報告として海軍根拠地隊が玉砕したとの電報が発せられている。13日午前1時、大田司令官は自決を遂げ小禄地区における組織的な戦闘は終結した。

## 戦後

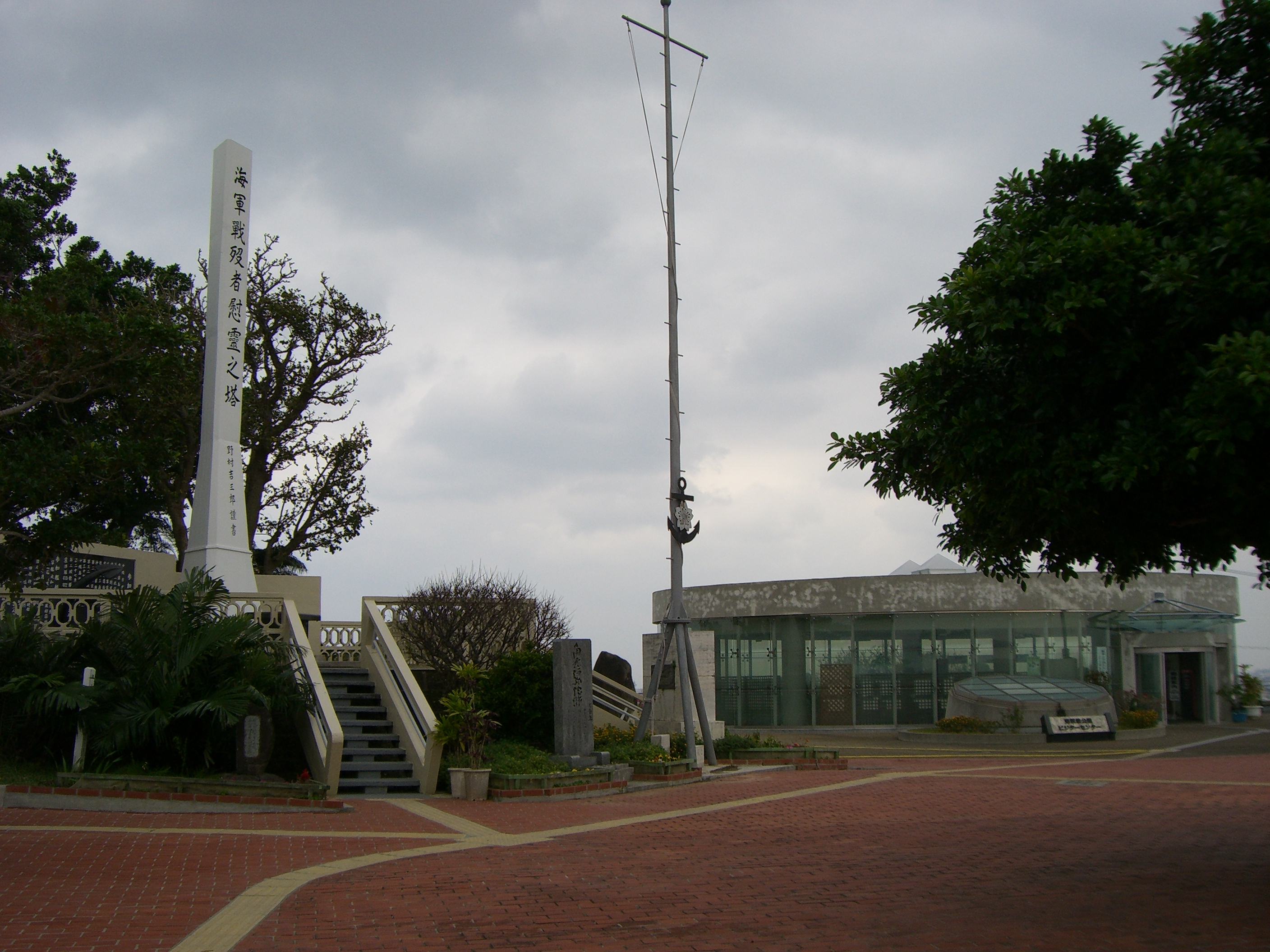
海軍慰霊之塔と資料館外観。

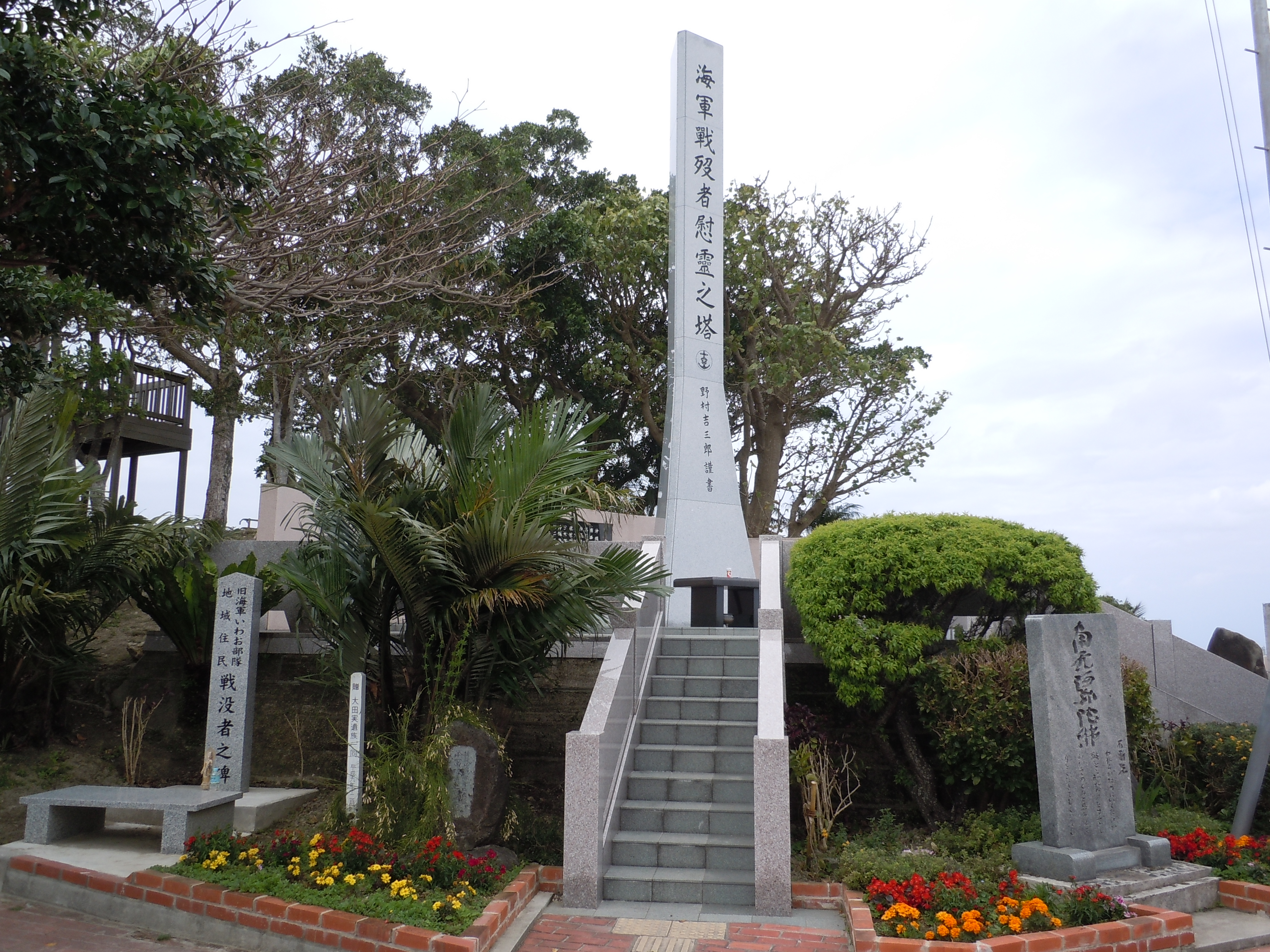
海軍慰霊之塔。上の写真より新しい写真。もともとあった金属の柵が石に変わっている。

1953年（昭和28年）3月、戦争で生き残った元海軍部隊隊員が司令部壕跡を訪れた時、入口は崩壊し坑内には泥水が溜まっている有様であった。壕内からは大田司令官をはじめとして800名以上の遺骨が収集された。1958年（昭和33年）には更に1500名以上の遺骨が収集され、沖縄海友会によって海軍慰霊之塔が建立された。
1970年（昭和45年）3月1日、壕内の内の長さ300mの区域が復元され、旧海軍司令部壕として一般に公開されるようになった。そして、1972年（昭和47年）には周辺の6.5haが海軍壕公園として整備されている。

### 現在
沖縄県から当公園の運営管理を財団法人沖縄観光コンベンションビューローに委託している。最近では、近くに滑り台等の遊具が設置されており、地域住民の憩いの場として親しまれている。また高台に位置している為、那覇市内などの夜景が見えるスポットである。

## 施設情報
- 営業時間：9：00～17：00（16：30最終受付）
- 入館料　　通常料金：大人1000円、小人：700円　　団体料金(20名以上)：大人400円、小人200円